# Triangularia
Triangularia — рід грибів родини Lasiosphaeriaceae.

## Історія
Вид вперше описаний 1934 року нідерландським мікологом Карелом Бернардом Будейном (1893—1964) у виданні «Annales Mycologici». До роду Triangularia також був зарахований представник монотипового роду Trigonia (Trigonia bambusae = Triangularia bambusae), який описав за рік до того J.F.H. van Beyma.

## Види
База даних Species Fungorum станом на 20.10.2019 налічує 9 видів роду Triangularia:
- Triangularia angulispora Cain & Farrow, 1956 — знайдений у ґрунті в Панамі.
- Triangularia backusii L.H.Huang, 1975 — знайдений у ґрунті в Огайо, США.
- Triangularia bambusae (J.F.H.Beyma) Boedijn, 1934 — знайдений на стеблах бамбукових на острові Ява, Індонезія.
- Triangularia batistae J.L.Bezerra & Maciel, 1969 — знайдений у ґрунті в Бразилії.
- Triangularia macrospora Rikhy & Mukerji, 1974 — знайдений на листях Zea mays в Делі, Індія.
- Triangularia mangenotii Arx & Hennebert, 1969 — знайдений у Франції.
- Triangularia matsushimae (Udagawa & Furuya) Guarro, 1988 — знайдений у ґрунті в Японії.
- Triangularia striatispora Furuya & Udagawa, 1976 — знайдений у ґрунті в Таїланді.
- Triangularia tanzaniensis R.S.Khan & J.C.Krug, 1990 — знайдений на коров'ячому гної в Аргентині.